# João (Berzin)
João (em russo:  Иоанн; nascido: Pedro Leonidoviche Bērziņš; em russo:  Пётр Леонидович Берзинь, transl. Pyotr Leonidovich Berzin, em letão:  Pēteris Bērziņš; Cooma, Nova Gales do Sul, Austrália, 16 de março de 1957) é um religioso australiano de origem letã, atualmente bispo da Diocese de Caracas e América do Sul da Igreja Ortodoxa Russa fora da Rússia desde 2008. Desde 2010 também é responsável pelas paróquias das comunidades do antigo rito.

## Biografia
Nascido em 16 de março de 1957 em Cooma, na Austrália, onde cresceu, filho dos refugiados ortodoxos letões, Leonid (1921-1996) e Margarita (1924-) Berzins. Entrou no Mosteiro da Santíssima Trindade, se matriculou no seminário, em 1982. Formou-se em 1985. Tonsurado monge em março de 1985 pelo arcebispo Lauro Škurla. Ordenado hierodiácono em 12 de abril de 1987, pelo arcebispo Lauro Škurla e, em 4 de novembro, ele foi ordenado hieromonge. 
De 1992 a 1996, serviu como padre-confessor no Convento do Getsêmani na Terra Santa. Em 1994, foi premiado com a cruz peitoral de ouro pelo arcebispo Lauro Škurla. De 2001 a 2005, serviu novamente como padre-confessor no Convento do Getsêmani na Terra Santa. Em setembro de 2005, foi elevado a hegúmeno pelo metropolita Lauro Škurla. A partir do mesmo ano, ministrou no Mosteiro São Sérgio e Germano de Valaam da Diocese de Chicago e da América Central. 

### Episcopado
Em 20 de maio de 2008, o sínodo de bispos da Igreja Ortodoxa Russa fora da Rússia o designou como candidato a bispo de Caracas. Em 20 de junho de 2008, o patriarca de Moscou e Todas as Rússias, Aleixo II, confirmou sua eleição, após consulta aos membros do Santo Sínodo do Patriarcado de Moscou. Em 21 de junho de 2008, o novo bispo foi consagrado na Igreja da Natividade de Cristo em Erie, Estados Unidos, pelo metropolita Hilarião Kapral. 
Em 26 de outubro de 2010, o sínodo episcopal da Igreja Ortodoxa Russa fora da Rússia o nomeou como administrador das paróquias das comunidades do antigo rito.
Formado em Filologia pela Universidade Nacional Australiana e fluente em grego antigo e latim. 
É membro da Irmandade do Mosteiro da Santíssima Trindade em Jordanville, Nova Iorque.

## Prêmios
- Cruz dourada (1994);
- Ordem do Santo Venerável Serafim de Sarov, grau II (16 de março de 2012) - em reconhecimento ao serviço zeloso e em conexão com o 55º aniversário de seu nascimento;[7]
- Panagia memorial (10 de dezembro de 2013; do Metropolita Hilarion “para uma memória boa e orante”);[8]
- Ordem de São Sérgio de Radonezh, grau III (16 de março de 2017) - “Em consideração ao trabalho árduo e em conexão com as datas celebradas do 60º aniversário de seu nascimento e do 30º aniversário de serviço no sacerdócio”.[9]